# Aphistogoniulus aridus
Espèce
Statut de conservation UICN

 EN B1ab(i,ii,iii,v)+2ab(i,ii,iii,v) : En danger
Aphistogoniulus aridus est une espèce de mille-pattes de la famille des Pachybolidae endémique de Madagascar.

## Répartition et habitat
Cette espèce n'a été observée que dans la forêt de Mahavelo (forêt tropicale sèche) dans le sud de Madagascar.